# Kościół Świętych Kosmy i Damiana w Okoninie
Kościół św. św. Kosmy i Damiana w Okoninie – kościół katolicki położony we wsi Okonin, powstały w I połowie XIV w., zbudowany z cegły.
Kościół ma charakter gotycki, jest orientowany, stojący na niewielkim wzgórzu otoczonym murem. Głównym budulcem świątyni jest cegła, z rombowym wykorzystaniem zendrówki, do podmurówki użyto kamieni polnych. Z północnej strony znajduje się masywna, oskarpowana wieża. Wskutek licznych prac budowlanych powstała niezwykle ciekawa bryła, z której wyróżnia się kruchta oraz malownicze szczyty wschodni i zachodni.
Salowe wnętrze kościoła zdobią gotyckie oraz barokowe polichromie. Znaczna część wyposażenia również pochodzi z okresu baroku.